# Gómez Farías (Chihuahua)
Gómez Farías è un comune del Messico, situato nello stato di Chihuahua.